# Microdalyella fusca
Microdalyella fusca är en plattmaskart. Microdalyella fusca ingår i släktet Microdalyella och familjen Dalyelliidae. Inga underarter finns listade i Catalogue of Life.